# Treperiodesystemet
Treperiodssystemet er en klassificering af den gamle verdens forhistoriske samfund som inddeles i tre tidsperioder, som har navn efter de karakteristiske og dominerende teknologier til værktøjsfremstilling:
- stenalderen
- bronzealderen
- jernalderen

I andre dele af verden, herunder størstedelen af Afrika syd for Sahara har udviklingen taget andre veje og andre klassificeringssystemer anvendes. Begreberne indførtes af danskeren Christian Jürgensen Thomsen i 1820'erne for at klassificere fund af artefakter, som nu indgår i Nationalmuseets samlinger.